# Stictoleptura apicalis
Stictoleptura apicalis är en skalbaggsart som först beskrevs av Victor Ivanovitsch Motschulsky 1875.  Stictoleptura apicalis ingår i släktet Stictoleptura och familjen långhorningar. Inga underarter finns listade i Catalogue of Life.